# Borgen Hochosterwitz

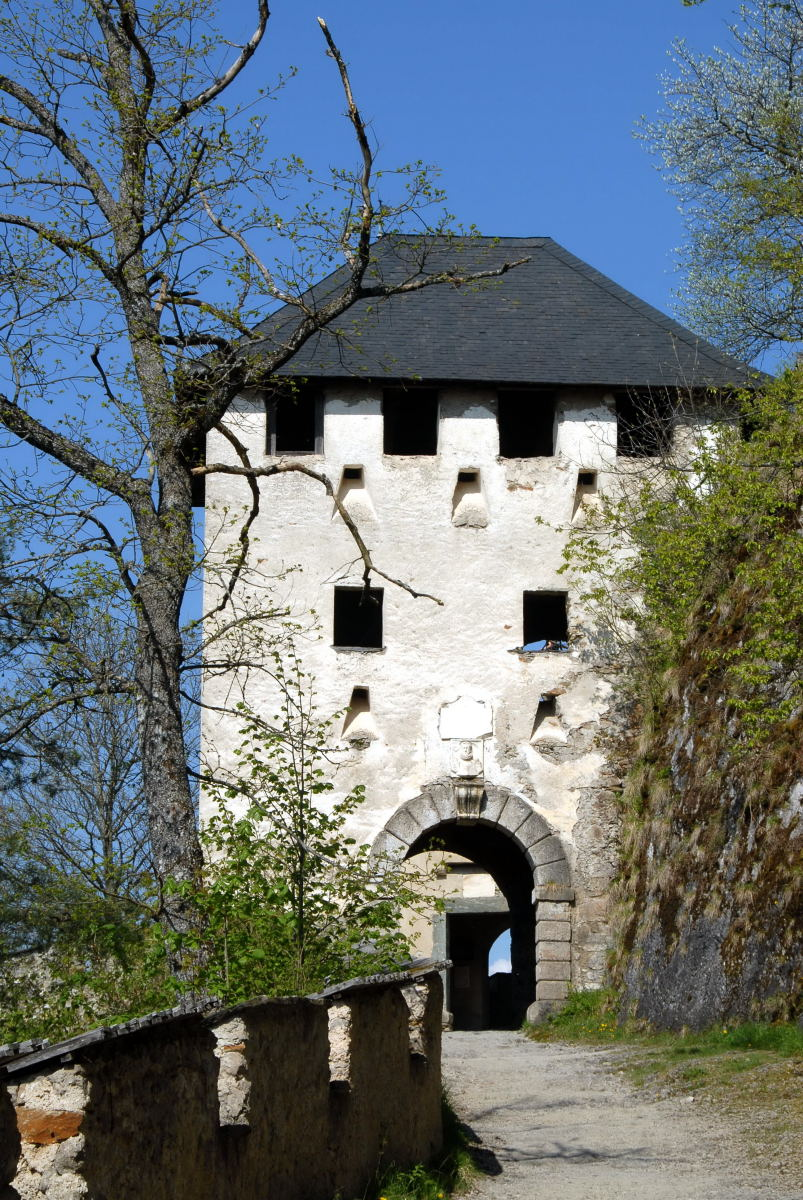
En av de 14 portarna

Borgen Hochosterwitz är en senmedeltida fästning i den österrikiska kommunen Sankt Georgen am Längsee ca 8 km öster om staden Sankt Veit an der Glan. Borgen ligger på en 175 m hög dolomitklippa. 
Dolomitklippan och dess omgivning var bebodd redan under bronstiden. Troligtvis fanns det en fornborg på berget. Osterwitz (Astarwizza – vasst berg) omnämndes för första gången år 860. När den första fästningen byggdes är inte känt, men år 1200 omnämndes borgen för första gången. Då ägdes Osterwitz av Kärntens hertigar, huset Spanheim, som gav borgen till sina sysslingar Hermann och Ulrich i förläning. Ätten av Osterwitz ägde borgen fram till 1478 när de var tvungna att avstå borgen till den habsburgska kejsaren Fredrik III. Habsburgarna överlät först slottet som pant till Christoph Khevenhüller 1541 och sålde det slutligen till Georg Khevenhüller 1571. Christoph Khevenhüller började med utbyggnaden av borgen men det var Georg Khevenhüller som uppförde den vidsträckta anläggningen enligt alla dåtida befästningskonstens krav. 
Upp till högborgen leder en 620 meter lång väg i serpentiner genom 14 portar som alla skiljer sig från varandra med avseende på försvarsanläggningen. I högborgen med sina pelargångar finns kapell, kyrka, vapenkammare m m. 
Borgen som fortfarande är i släkten Khevenhüllers ägo kan besiktigas. Guidningar görs från april till oktober.